# 孫臏兵法
- 孫臏 > 孫臏兵法
- 銀雀山漢簡 > 孫臏兵法

『孫臏兵法』（そんぴんへいほう）は、中国の戦国時代の斉の軍師孫臏が著したとされる兵法書。

## 発掘の経緯
1972年4月、中華人民共和国の山東省において、漢代の墓が二つ並んで発掘された。ただちに山東省博物館から来た専門家が検証した。後に銀雀山漢墓群と称されるようになるこの現場で発掘された、竹簡形式の多数の書物の中で竹簡孫子に『孫臏兵法』が発見された。書物と同時に発掘された古銭の形状、および同時に発掘された漢武帝元光元年暦譜から、年代がおおよそ紀元前134年-紀元前118年と推定された。
これまで、有名な『孫子』の兵法書について孫武が著したという説と孫臏が著したという説が対立していたが、この『孫臏兵法』が発見されたことにより、孫臏の著書は『孫臏兵法』だから『孫子』の著者は孫武であるという説が有力になった。ただし、いずれの書も後世の仮託である可能性が残る。
440枚、全30篇に分かれており、原文では内21篇に篇名が明記されている。

## 釈文・訳注
- 銀雀山漢墓竹簡整理小組編『銀雀山漢墓竹簡(貳)』文物出版社、2010年。ISBN 9787501017409。
- 石井真美子・村田進・山内貴『銀雀山漢墓竹簡(貳) 論政論兵之類 譯注』朋友書店、2021年。ISBN 9784892811883。
- 金谷治訳注『孫臏兵法－もうひとつの孫子』[1]ちくま学芸文庫、2008年。ISBN 9784480091789。
- 村山孚訳『孫臏兵法』「現代人の古典シリーズ」徳間書店、1981年。銀雀山漢墓竹簡整理小組 編